# 文德 (萬曆進士)
文德（？—？），字修甫，四川重慶府涪州人，民籍，明朝政治人物。

## 生平
四川鄉試第四十名，萬曆八年（1580年）庚辰科會試第一百九十五名，登三甲第四十八名進士。

## 家族
曾祖文玉，曾任教諭；祖父文行，曾任照磨 贈文林郎知縣；父文羽麟，曾任知州。母劉氏（封孺人）。